# Вулиця Радищева (Мелітополь)
Вулиця Радищева — вулиця в Мелітополі на Юрівці. Йде від вулиці Бєлікіна до вулиці Малюги. Забудована приватними будинками.

## Назва
Вулиця названа на честь російського письменника Олександра Радищева.
Поруч з вулицею знаходиться однойменний провулок Радищева.

## Історія
Рішення про найменування прорізаної вулиці було прийнято 15 липня 1960 року. Ще раніше, 22 грудня 1957 року, було прийнято рішення про найменування тією ж назвою іншої вулиці (у районі теперішніх вулиць Гризодубової, Пушкіна, Олеся Гончара та провулка Олександра Тишлера), однак відомостей про реалізацію цього рішення або його скасування не виявлено.